# 黄超雄
黄超雄（1939年11月—），男，广东台山人，中华人民共和国政治人物，曾任宁夏回族自治区人大常委会副主任，宁夏建筑业联合会会长。